# Sturzkampfgeschwader 168
Sturzkampfgeschwader 168 (dobesedno slovensko: Bližinskobojni polk 168; kratica StG 168) je bil jurišni (strmoglavni jurišnik) letalski polk (Geschwader) v sestavi nemške Luftwaffe med drugo svetovno vojno.
Polk je bil ustanovljen 1. aprila 1937 s samo eno skupino in brez polkovnega štaba. 1. aprila 1938 je bila skupina premeščena v sestavo Sturzkampfgeschwader 76, s čimer je polk prenehal obstajati.